# روغن صندل

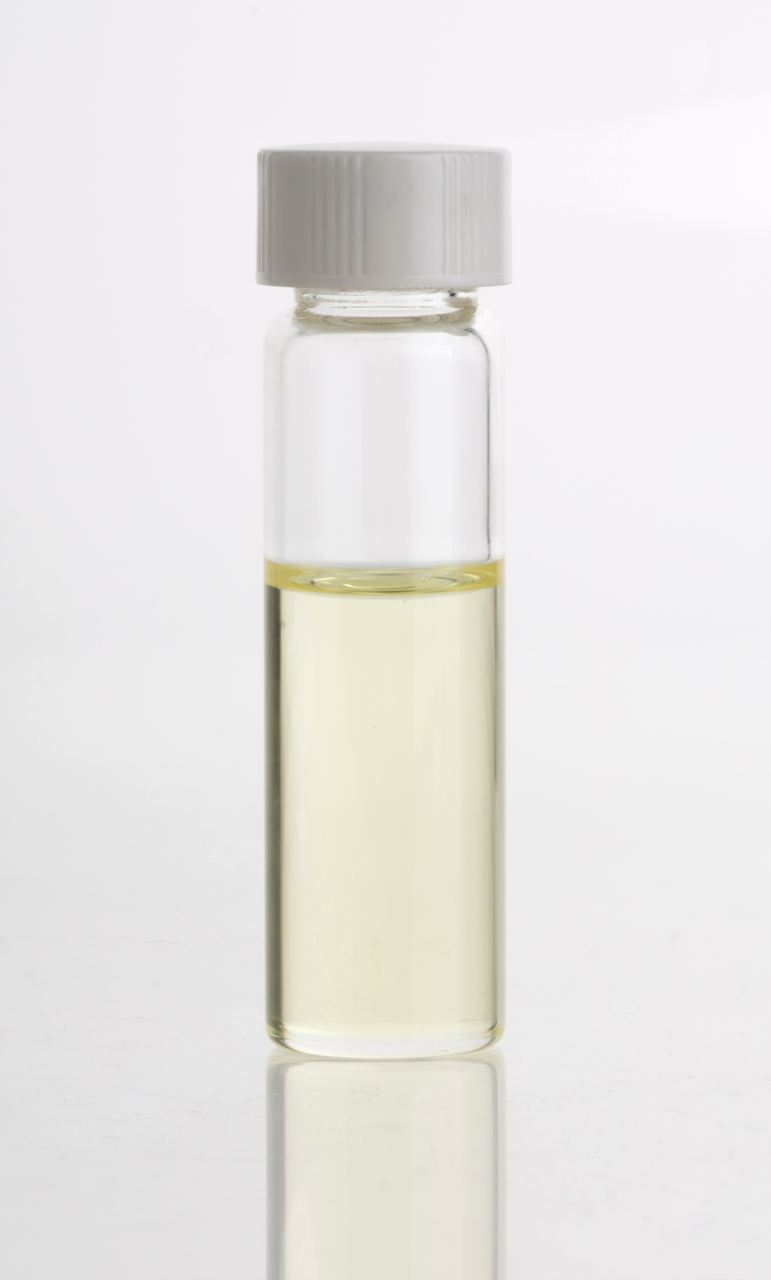
یک شیشه روغن خالص صندل

روغن صندل عطرمایه به دست آمده از تقطیر با بخار، تراشه‌ها و برش تخته الوارها از درون چوب‌های گونه‌های مختلف درختان صندل (به عنوان مثال. چوب صندل آلبوم) است.
روغن صندل در عطر، لوازم آرایشی، استفاده می‌شود.

## اجزای تشکیل دهنده اصلی
روغن صندل شامل بیش از ۹۰٪ الکل ترپن که ۵۰–۶۰٪ آن تری سیکلیک α-سانتالول و ۲۰–۲۵٪ β-سانتالول است.
ترکیب روغن به گونه درخت، منطقه پرورش، سن درخت و احتمالاً فصل برداشت و جزئیات فرایند استخراج مورد استفاده بستگی دارد.

## استفاده سنتی
روغن صندل در طب آیورودا برای درمان اختلال جسمی و روانی استفاده می‌شود. یک بررسی نشان داد که استنشاق روغن شرق هند صندل و ترکیب اصلی آن، α-سانتالول، بر پارامترهای فیزیولوژیکی انسان که ترکیبات نرخ بالا پالس، رسانایی پوست، و فشار خون سیستولیک را به همراه دارد.

## تولید
روغن از چوب کل درخت، شامل کنده و ریشه تولید می‌شود.

## جایگزین مصنوعی
چند عطر مصنوعی با بوی شبیه به روغن صندل، که به عنوان جایگزین کم هزینه تر برای عطر، مرطوب‌کننده و پاک کننده پوست استفاده می‌شود وجود دارد. دو تن از این، ساندالر و برهمانول، است.